# Тезелашвили, Ольга Григорьевна
Ольга Григорьевна Тезелашвили  (23 марта 1928, Владикавказ — 15 августа 2008, Москва) — известная советская певица, исполнительница русских романсов «Уходи» (слова и музыка Н. В. Зубова), «Уголок» (В. Мазуркевич - С. Штейман),  «Твои глаза зелёные» (К. Н. Подревский - Б. И. Фомин), «Дни за днями катятся» (П. Герман - С. Я. Покрасс), «Жалобно стонет ветер осенний» (М. Пугачев - Д. Михайлов), и др.

## Биография
Родилась 23 марта 1928 года во Владикавказе. Во время Великой Отечественной войны выступала в госпиталях, где лежали раненные, пела для них. В 1953 году закончила Московскую консерваторию, но к удивлению многих выпускников и преподавателей, не прошла по конкурсу в Большой театр. Выступала солисткой джаз-оркестра Леонида Осиповича Утёсова, который приметил её еще в консерватории. Затем пела в Москонцерте. После выхода на пенсию некоторое время занималась педагогической деятельностью (преподавала вокал). 

Похоронена на Хованском кладбище.
Галина Преображенская: Помню, когда я пришла в Москонцерт еще студенткой, Ольга Григорьевна Тезелашвили тогда была одной из звезд русского романса. Она меня царским жестом подзывает... А я считала, что пришла подготовленной, здорово читала с листа, меня же еще мама-певица научила. Так вот, Ольга Григорьевна встает, я ей робко: «А ноты?» Она: «Какие ноты? Ре-минор!» После моих жалких попыток импровизации она твердо сказала: «Не умеете Вы романс играть!», хотя всё же взяла меня аккомпанировать ее сольный концерт.

## Дискография
- 32108-9 О. Тезелашвили — Ленинградский вечер / Никогда (1959)
- СМ00423 Ольга Тезелашвили (1975)
- С60-06633-4 Тезелашвили Ольга. Старинные романсы (1976)

## Семья
дочь Мадина (1960 г.р.) - заведующая библиотекой 

внучка Кетино (1988 г.р.) - ассистент ветеринарного врача